# El Soldado Anónimo
El Soldado Anónimo är en ort i Mexiko.   Den ligger i kommunen Ocampo och delstaten Michoacán de Ocampo, i den södra delen av landet, 130 km väster om huvudstaden Mexico City. El Soldado Anónimo ligger 2 305 meter över havet och antalet invånare är 636.
Terrängen runt El Soldado Anónimo är kuperad åt sydväst, men åt nordost är den bergig. Runt El Soldado Anónimo är det ganska tätbefolkat, med 222 invånare per kvadratkilometer. Närmaste större samhälle är Heróica Zitácuaro, 18,3 km söder om El Soldado Anónimo. I omgivningarna runt El Soldado Anónimo växer i huvudsak blandskog.